# Grégoire Demonceau
Grégoire Demonceu, ook genaamd Demonceau-Didillon, (Herve, 13 december 1795 - Leuven, 28 augustus 1854) was een Belgisch volksvertegenwoordiger en hoogleraar.

## Levensloop
Demonceau was een zoon van Grégoire Demonceau en van Dieudonnée Joseph. Hij trouwde met Jeanne Didillon.
Hij promoveerde tot doctor in de rechten aan de Universiteit Luik (1820). Zijn opeenvolgende beroepsactiviteiten waren: 
- 1821-1830: medevennoot in het notariaat P. Lys in Verviers,
- 1830-1843: voorzitter van de rechtbank van eerste aanleg in Verviers,
- 1843-1854: hoogleraar burgerlijk recht aan de Katholieke Universiteit Leuven en deken van de rechtsfaculteit.

Hij doorliep tegelijk een politieke loopbaan:
- 1831-1835: gemeenteraadslid, achtereenvolgens van Herve en van Verviers,
- 1835-1843: verkozen tot katholiek senator voor het arrondissement Verviers, een mandaat dat hij vervulde tot in 1843.